# وغم

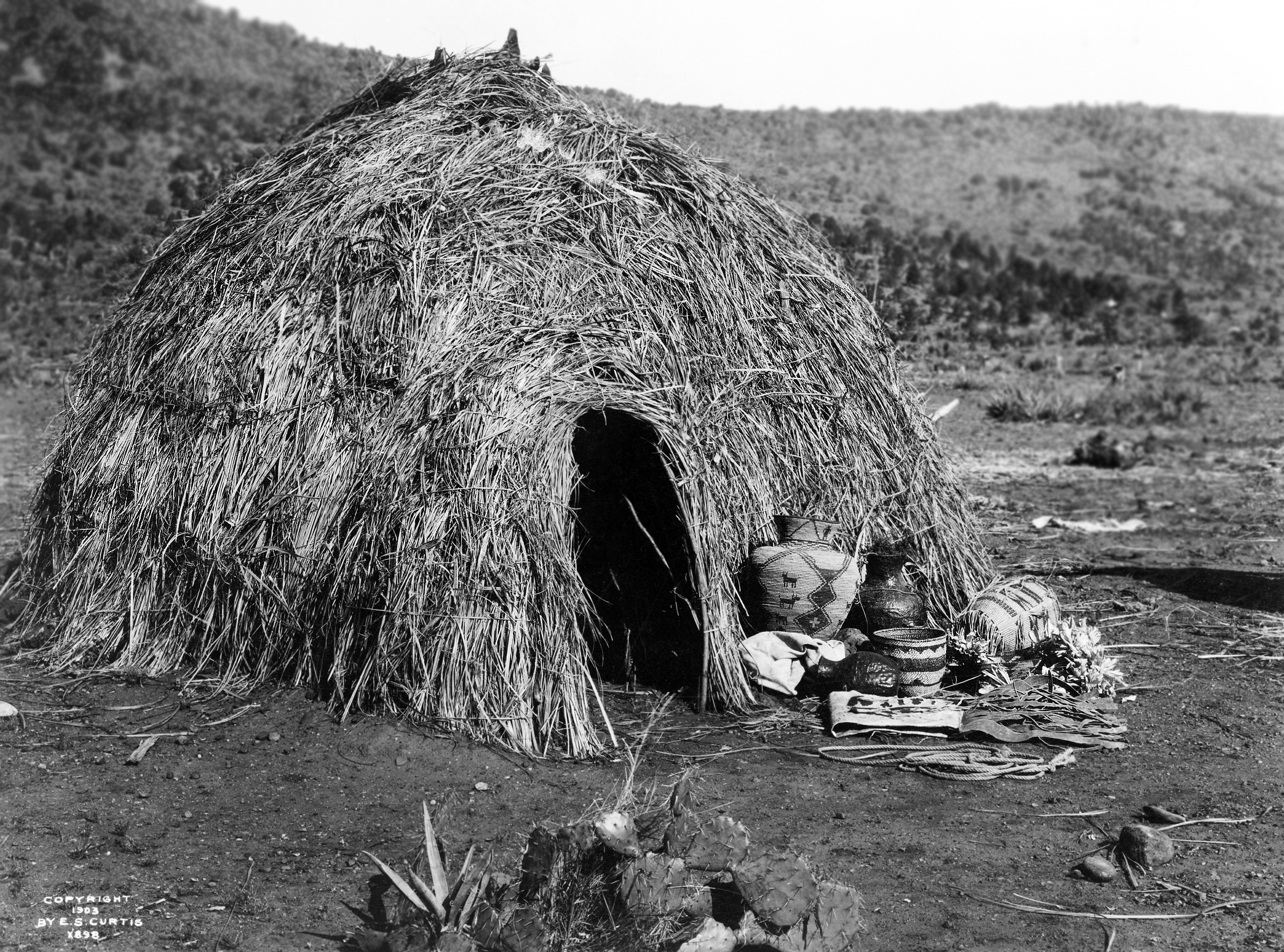
وقب أباتشي.

الوَغَم أو الوَقَب هي غرفة صغيرة مقببة استخدمها الأمريكيون الأصليون وقبائل الأمم الأولى في كندا؛ ولا زالت تُستخدم لإجراء الطقوس المختلفة.
يختلف الوغم عن التيبة التي استخدمها السكان الأصليون للسكن من ناحية الشكل والبناء والاستخدام.

## معرض صور

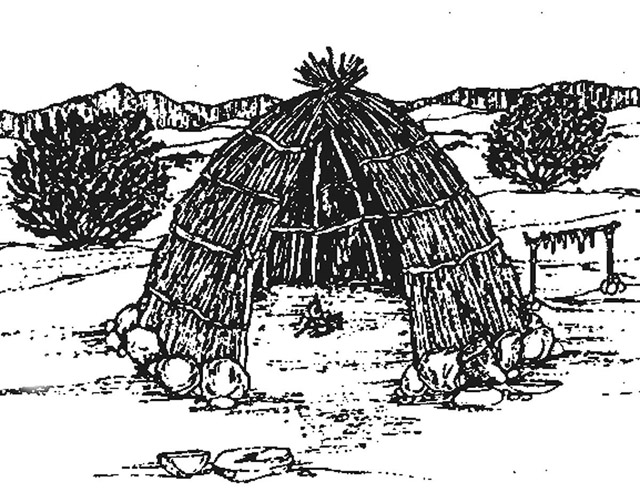
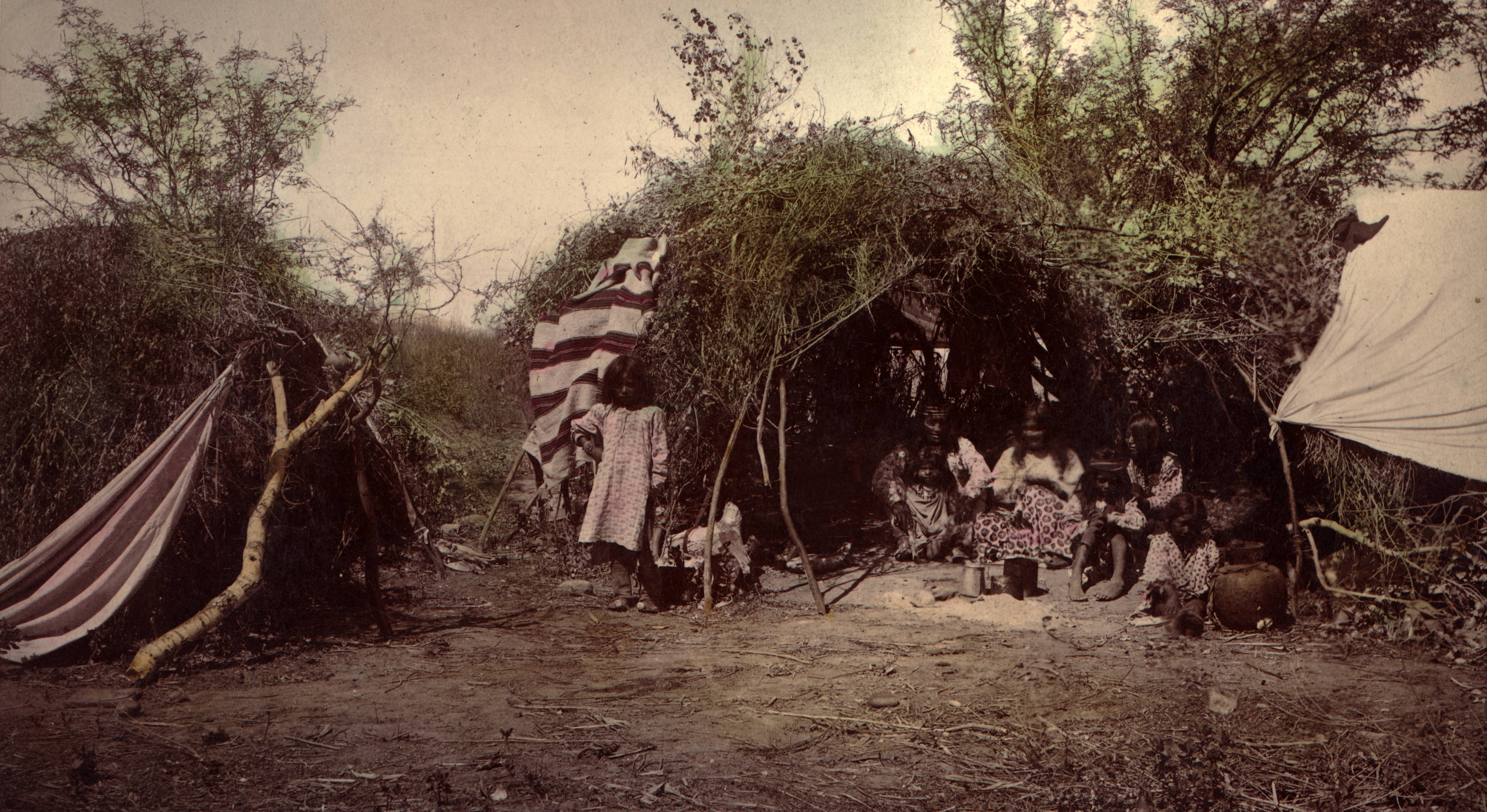
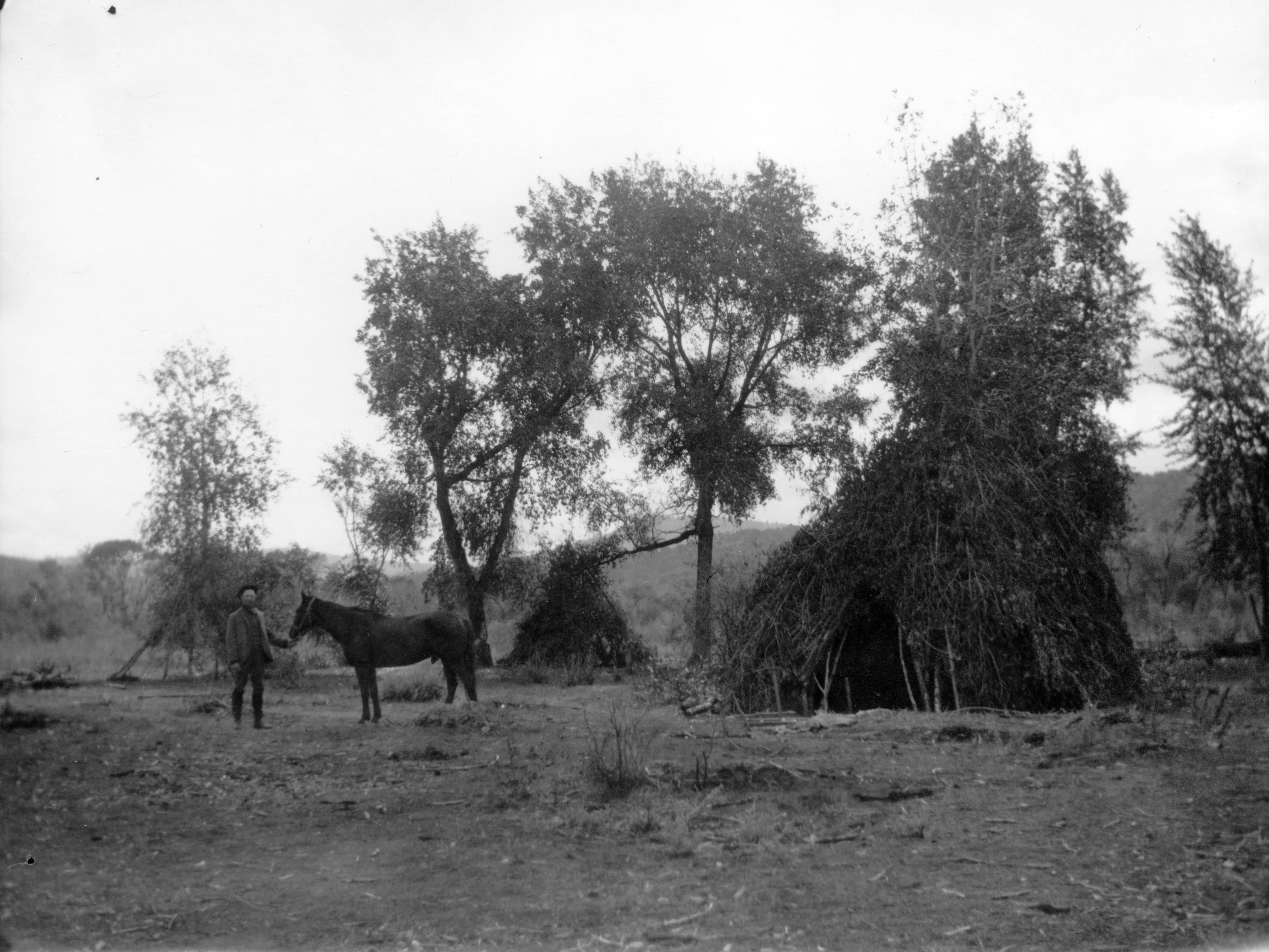
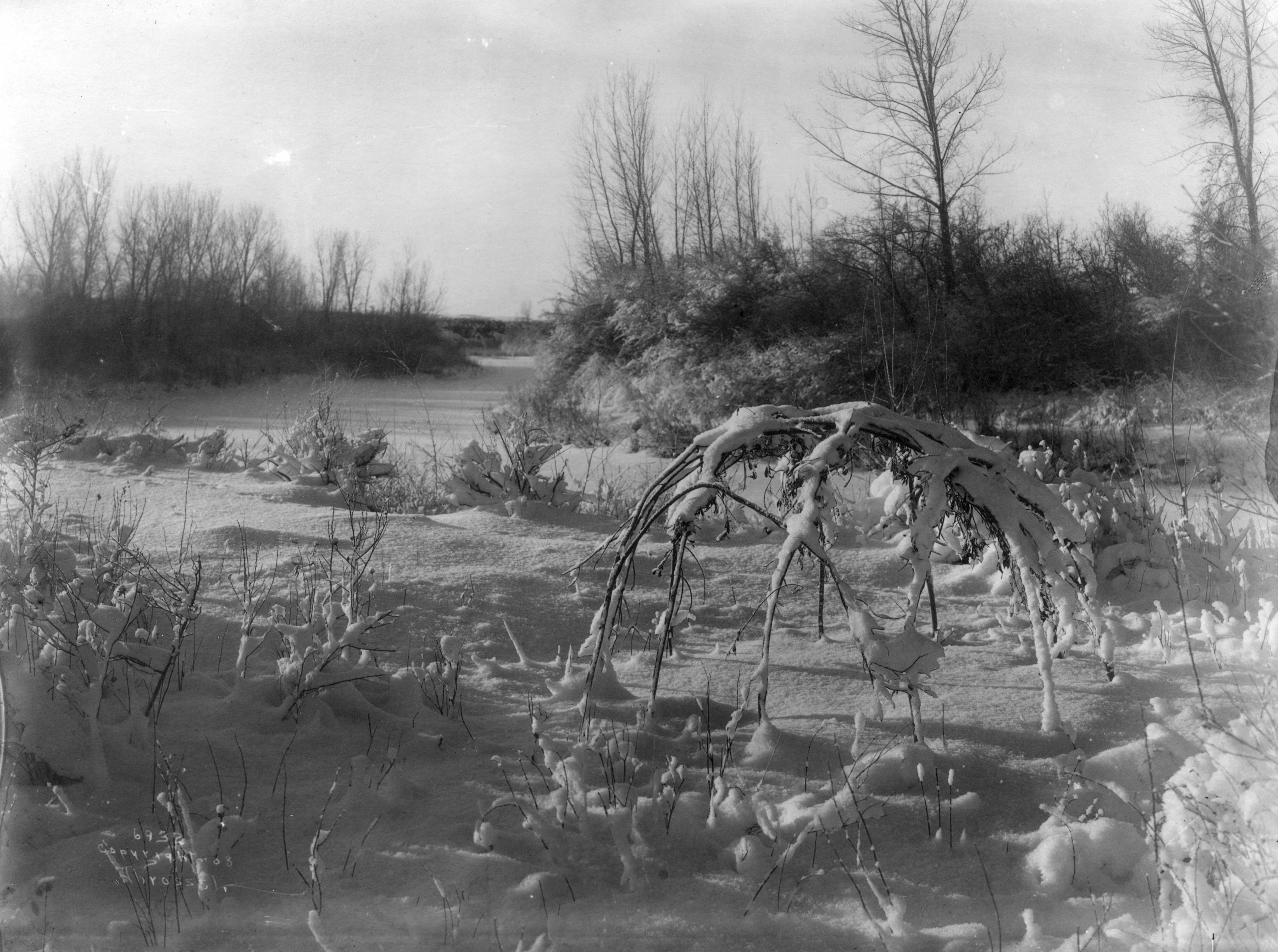
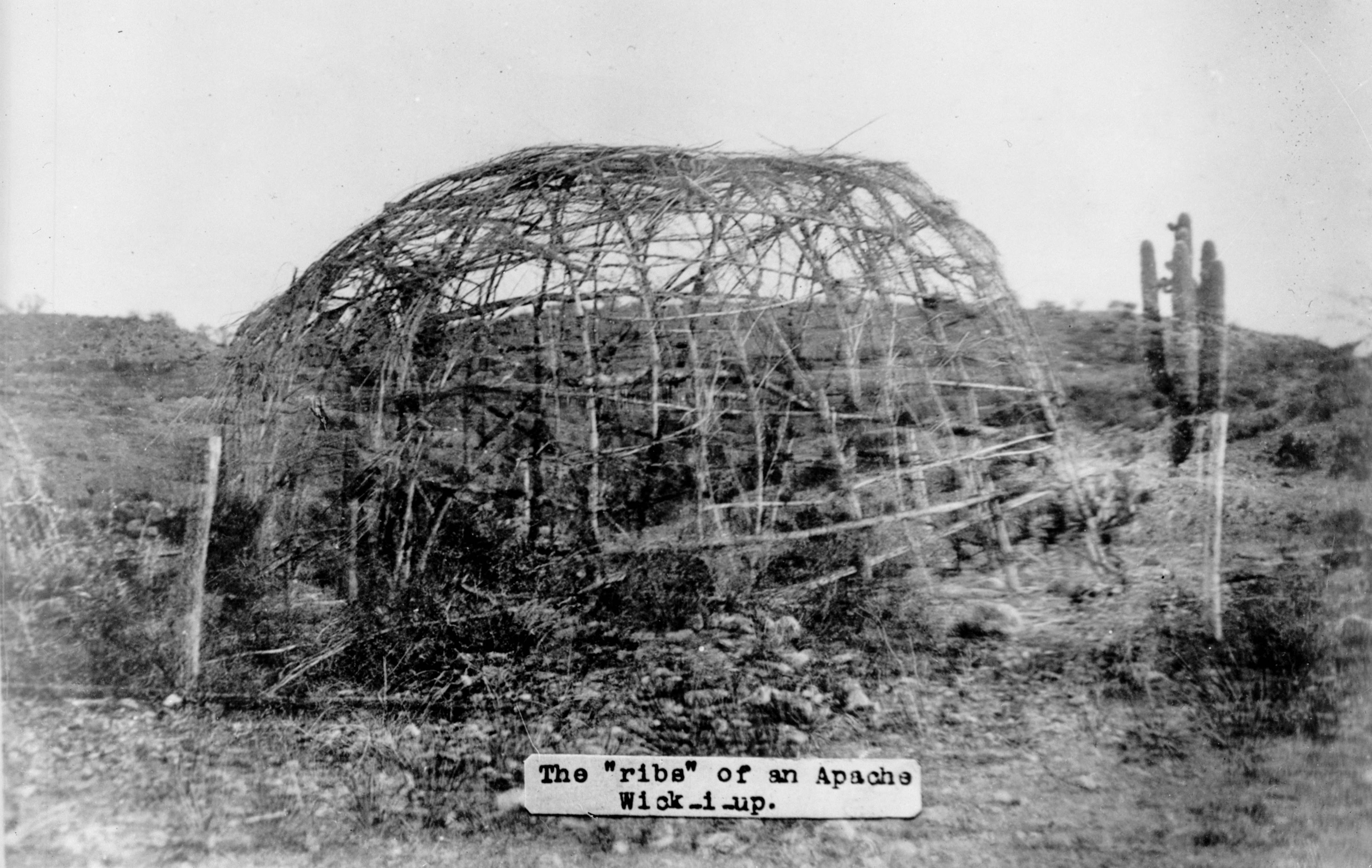